# Panoias (Ourique)
Panoias (pré-AO 1990: Panóias) é uma povoação portuguesa do Município de Ourique que foi sede da extinta Freguesia de Panoias, freguesia que tinha 110,35 km² de área e 496 habitantes (2011), e, por isso, uma densidade populacional de 4,5 hab/km².
A Freguesia de Panoias foi extinta em 2013, no âmbito de uma reforma administrativa nacional, tendo sido agregada à Freguesia de Conceição para formar uma nova freguesia denominada União das Freguesias de Panoias e de Conceição.
Foi vila e sede de concelho até 1836, quando foi anexada ao extinto concelho de Messejana. Tinha, em 1801, 744 habitantes.

## História
Foi nos seus campos que no ano de 1139 se travou a célebre Batalha de Ourique. Conquistada aos Mouros por Paio Peres Correia no ano de 1234, quando o seu território pertencia ao domínio do Castelo de Aljustrel. Foi doada à Ordem de Santiago pelo Rei D. Sancho II e confirmada pelo Rei D. Afonso III, elevada a Vila pela Ordem de Santiago e reconhecida pelo rei a sua representação nas Cortes desde o século XIII com assento no banco 14. A Vila de Panoias aparece como uma das vilas mais importantes do então chamado Campo d'Ourique se tivermos em consideração que as posições que tomavam os seus representantes nos respectivos bancos, obedeciam à importância das suas terras encontrava-se 1.º Beja no banco 3; 2.º Moura no banco 5; 3.º Alcácer do Sal no banco 7; 4.º Panoias e Garvão no banco 14 e Ourique vem a seguir no banco 15.No reinado de D. Dinis, este monarca, implementou e desenvolveu a agricultura nos territórios da Vila, tornando-a num grande centro de produção agrícola. Nos anos de 1288 e 1314 foram doadas terras pela Ordem de Santiago a D. Betaça de Láscaris, neta de Teodoro II Láscaris, Imperador de Niceia e aia da Rainha D. Isabel de Aragão, tendo pela última doação sido feita Comendadeira e Senhora de Panoias.
Teve carta de foral novo, dada por D. Manuel I em Lisboa no dia 1 de Julho de 1512. No século XVI, D. Sebastião proviu a Vila de capitania mor de Ordenanças, foi sede da 1ª companhia do Regimento de Auxiliares e Milícias da antiga Comarca de Campo de Ourique. 
Foi também nesta vila e campos em redor que se travou no dia 14 de Agosto de 1833, a Batalha de Panoias, entre Liberais e Miguelistas, vencida pelos Liberais, que na sequência desta batalha sofreram, no dia 2 de Novembro de 1833, duro revés na Batalha de Alcácer do Sal, tendo sido vários Liberais fuzilados no que ficou conhecido como o massacre de Algalé em represália do massacre perpetrado em Panoias. 
Na sequência da derrota miguelista a vila perdeu o seu concelho no ano de 1836, quando era seu administrador interino o capitão Joaquim Romão Louro Palmer, liberal da vila que tinha assegurado o governo do concelho até à sua extinção. Foi depois integrada no concelho de Messejana até à extinção deste no ano de 1855, tendo depois passado a pertencer ao concelho (atual município) de Ourique onde actualmente pertence.

## População
| População da freguesia de Panoias (1864 – 2011) | População da freguesia de Panoias (1864 – 2011) | População da freguesia de Panoias (1864 – 2011) | População da freguesia de Panoias (1864 – 2011) | População da freguesia de Panoias (1864 – 2011) | População da freguesia de Panoias (1864 – 2011) | População da freguesia de Panoias (1864 – 2011) | População da freguesia de Panoias (1864 – 2011) | População da freguesia de Panoias (1864 – 2011) | População da freguesia de Panoias (1864 – 2011) | População da freguesia de Panoias (1864 – 2011) | População da freguesia de Panoias (1864 – 2011) | População da freguesia de Panoias (1864 – 2011) | População da freguesia de Panoias (1864 – 2011) | População da freguesia de Panoias (1864 – 2011) |
| ----------------------------------------------- | ----------------------------------------------- | ----------------------------------------------- | ----------------------------------------------- | ----------------------------------------------- | ----------------------------------------------- | ----------------------------------------------- | ----------------------------------------------- | ----------------------------------------------- | ----------------------------------------------- | ----------------------------------------------- | ----------------------------------------------- | ----------------------------------------------- | ----------------------------------------------- | ----------------------------------------------- |
| 1864                                            | 1878                                            | 1890                                            | 1900                                            | 1911                                            | 1920                                            | 1930                                            | 1940                                            | 1950                                            | 1960                                            | 1970                                            | 1981                                            | 1991                                            | 2001                                            | 2011                                            |
| 839                                             | 970                                             | 974                                             | 963                                             | 1 334                                           | 1 556                                           | 1 900                                           | 2 092                                           | 2 095                                           | 1 921                                           | 1 356                                           | 976                                             | 728                                             | 634                                             | 496                                             |

## Freguesia
Era uma freguesia rural de 1ª. classe nela se situando os lugares de S. Romão de Panoias, Torre Vã, Monte da Laborela, Conceição e Alcarias.
No território da freguesia fica situada a albufeira da Barragem do Monte da Rocha.
Era freguesia administrativa desde 1836. Presentemente foi integrada na União das freguesias de Panoias e Conceição.

## Pontos de interesse turístico
- Igreja Matriz de S. Pedro, reconstrução século XVI (estilo barroco popular)
- Igreja de S. Romão de Panoias, com retábulo do século XVII oferecido pelo rei D. Pedro II de Portugal
- Barragem do Monte da Rocha
- Ponte Ferroviária de Quinta Nova (em cantaria)
- Buraco dos Mouros no Valverde
- Palacete da Torre Vã (turismo rural)

## Personalidades
- Estêvão de Brito, cavaleiro, comendador e visitador da Ordem de Santiago da Espada
- Aleixo de Sequeira, grande latinista e tradutor das "Odes" de Horácio
- D. Maria Mendes da Gama, 14ª. condessa de Vidigueira e 9ª. marquesa de Nisa
- D. José Xavier Teles da Gama,15º. conde da Vidigueira e 10º. marquês de Nisa [7]
- José Francisco de Paula da Ressurreição Oliveira Maia Alcoforado, publicista, político e escritor